# Conrad Ansorge
Conrad Eduard Reinhold Ansorge est un pédagogue, pianiste et compositeur allemand, né à Buchwald, arrondissement de Landeshut-en-Silésie (province de Silésie), le 15 octobre 1862 et mort à Berlin le 13 février 1930. Son fils Joachim (1893-1947), issu de son mariage avec la pianiste Margarete Wegelin, est également pianiste et enseignant.

## Biographie
Ansorge étudie au Conservatoire de Leipzig entre 1880 et 1882 avec Franz Liszt puis voyage à travers l'Europe et aux États-Unis. Il est connu pour ses interprétations de Beethoven, de Schubert, de Schumann et Liszt.
Le 15 avril 1890, sa symphonie Orpheus est créée au Steinway Hall à New York sous la direction de Theodore Thomas. Il enseigne le pianoforte à Weimar en 1893. De 1898 à 1903, il enseigne à Berlin au Conservatoire Klindworth-Scharwenka.
En 1920, il détient la chaire d'enseignement du piano à la Deutschen Akademie für Musik und Darstellende Kunst à Prague. Parmi ses étudiants, on compte Carmela Mackenna, Selim Palmgren, Eduard Erdmann, James Simon, Alice Herz-Sommer,Wilhelm Furtwängler, Emil Hájek et Rudolf Müller-Chappuis (de) (1905-1968).

## Œuvres
Il a écrit un requiem, deux symphonies, un concerto pour piano, trois sonates pour pianos, deux quatuors à cordes.

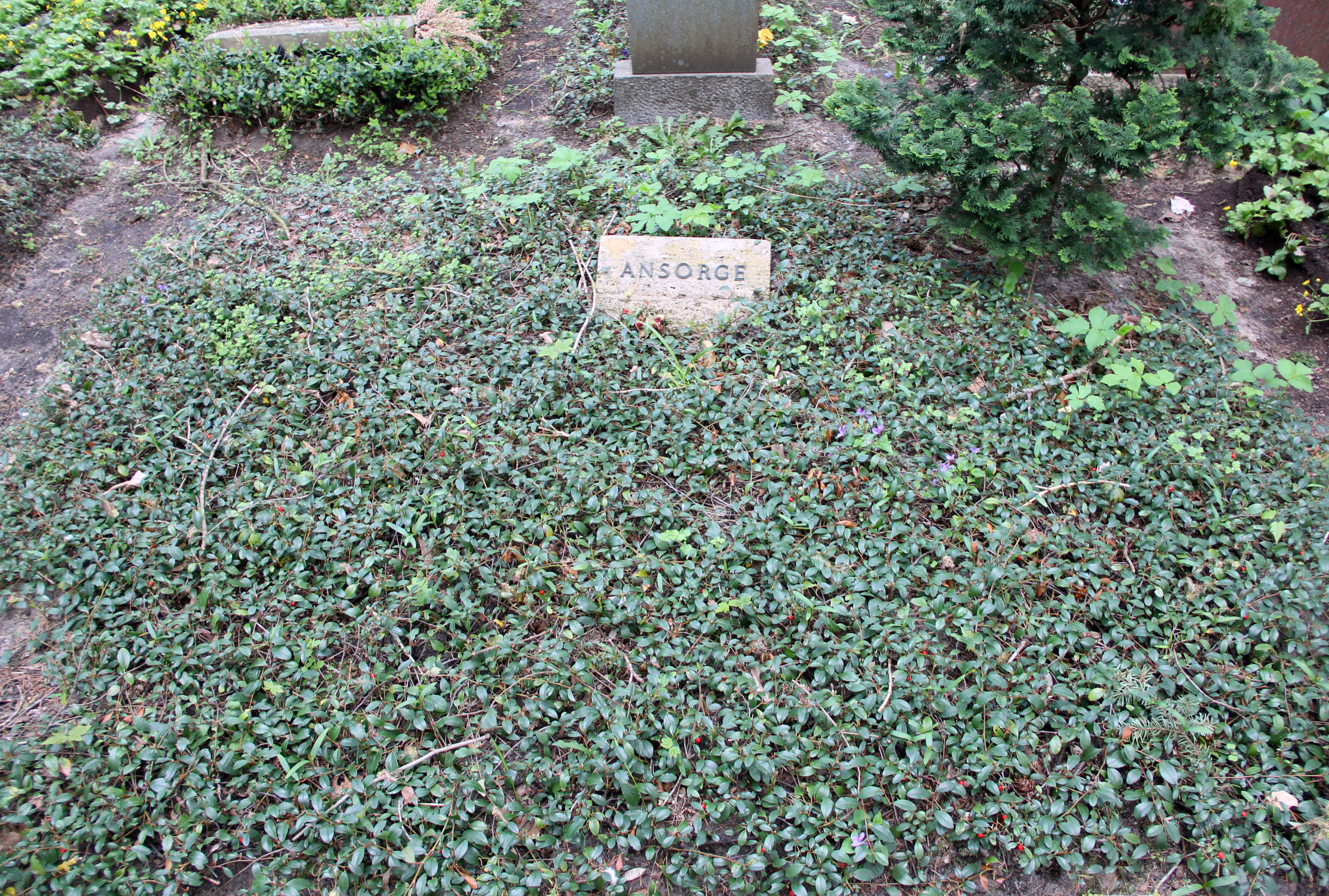
Lieu d'inhumation: Waldfriedhof Heerstraße, Berlin, Allemagne.

### Liste d'œuvres
- Sonate pour piano no 1, opus 1 ;
- Traumbilder, opus 8 ;
- Huit lieder, opus 10 ;
- Sept mélodies, opus 11 ;
- Vigilien, opus 12
- Quatuor à cordes, opus 13
- Cinq mélodies, opus 14 ;
- Cinq lieder, opus 15 ;
- Cinq lieder, opus 17 ;
- Sonate pour piano no 2, opus 21 ;
- Sonate pour piano no 3, opus 23 ;
- Sonate pour violoncelle, opus 24.

## Source et références
- (en) Cet article est partiellement ou en totalité issu de l’article de Wikipédia en anglais intitulé « Conrad Ansorge » (voir la liste des auteurs).

1. ↑  « Conrad Eduard Reinhold Ansorge », sur Requiemsurvey.org (consulté le 11 octobre 2010)
2. ↑  « Conrad Ansorge », sur University of Maryland (consulté le 11 octobre 2010)
3. ↑  (de) « Kulturportal West Ost |   Ansorge, Conrad », sur kulturportal-west-ost.eu (consulté le 22 mai 2018)
4. ↑  « AMUSEMENTS », sur The New York Times (consulté le 11 octobre 2010)
5. ↑  « Selim Palmgren (1878 - 1951) », sur Piano Society (consulté le 11 octobre 2010)
6. ↑  « Monday, March 12, 2007 », sur ANABlog (consulté le 11 octobre 2010)
7. ↑  « 'Life is beautiful' », sur guardian.co.uk (consulté le 11 octobre 2010)
8. ↑  « Emil Orlik: Portrait of Conrad Ansorge », sur www.orlikprints.com (consulté le 11 octobre 2010)